# شیدایی (ترانه جیمی هندریکس اکسپرینس)
شیدایی (به انگلیسی: Manic Depression) ترانه‌ای از گروه سبک سایکدلیک راک آمریکایی-انگلیسی جیمی هندریکس اکسپرینس است. نام این ترانه، نامی قدیمی و سنتی برای اختلال روانی دوقطبی است. این ترانه در اولین آلبوم استودیوی گروه به نام آیا تجربه‌اش را داشته‌اید قرار دارد و توسط چز چندلر تهیه و در ۱۲ می ۱۹۶۷ توسط ترک رکوردز منتشر شده است. از جمله دیگر هنرمندانی که به بازخوانی این ترانه پرداخته‌اند، می‌توان به رد هات شیلی پپرز، بن هارپر، استیکس، جف بک، یان همر، استیوی ری وان، تایپ او نگاتیو و بسیاری دیگر اشاره کرد.